# جورج واشنطن غريني
جورج واشنطن غريني (بالإنجليزية: George Washington Greene) هو مؤرخ أمريكي، ولد في 8 أبريل 1811 في East Greenwich, Rhode Island ‏ في الولايات المتحدة، وتوفي في 2 فبراير 1883.